# Soccer universitaire
 (juin 2024).
La mise en forme du texte ne suit pas les recommandations de Wikipédia : il faut le « wikifier ».
Les points d'amélioration suivants sont les cas les plus fréquents. Le détail des points à revoir est peut-être précisé sur la page de discussion.
- Les titres sont pré-formatés par le logiciel. Ils ne sont ni en capitales, ni en gras.
- Le texte ne doit pas être écrit en capitales (les noms de famille non plus), ni en gras, ni en italique, ni en « petit »…
- Le gras n'est utilisé que pour surligner le titre de l'article dans l'introduction, une seule fois.
- L'italique est rarement utilisé : mots en langue étrangère, titres d'œuvres, noms de bateaux, etc.
- Les citations ne sont pas en italique mais en corps de texte normal. Elles sont entourées par des guillemets français : « et ».
- Les listes à puces sont à éviter, des paragraphes rédigés étant largement préférés. Les tableaux sont à réserver à la présentation de données structurées (résultats, etc.).
- Les appels de note de bas de page (petits chiffres en exposant, introduits par l'outil «  Source ») sont à placer entre la fin de phrase et le point final[comme ça].
- Les liens internes (vers d'autres articles de Wikipédia) sont à choisir avec parcimonie. Créez des liens vers des articles approfondissant le sujet. Les termes génériques sans rapport avec le sujet sont à éviter, ainsi que les répétitions de liens vers un même terme.
- Les liens externes sont à placer uniquement dans une section « Liens externes », à la fin de l'article. Ces liens sont à choisir avec parcimonie suivant les règles définies. Si un lien sert de source à l'article, son insertion dans le texte est à faire par les notes de bas de page.
- La présentation des références doit suivre les conventions bibliographiques. Il est recommandé d'utiliser les modèles {{Ouvrage}}, {{Chapitre}}, {{Article}}, {{Lien web}} et/ou {{Bibliographie}}. Le mode d'édition visuel peut mettre en forme automatiquement les références.
- Insérer une infobox (cadre d'informations à droite) n'est pas obligatoire pour parachever la mise en page.

Pour une aide détaillée, merci de consulter Aide:Wikification.
Si vous pensez que ces points ont été résolus, vous pouvez retirer ce bandeau et améliorer la mise en forme d'un autre article.
 (juin 2024).
Le contenu est difficilement compréhensible vu les erreurs de traduction, qui sont peut-être dues à l'utilisation d'un logiciel de traduction automatique.
Le football universitaire est pratiqué par des équipes composées de joueurs de football inscrits dans des collèges et des universités. Bien qu'il soit le plus répandu aux États-Unis, il est également populaire au Japon, en Corée du Sud, au Canada, en Afrique du Sud et aux Philippines. Le Royaume-Uni dispose également d'une ligue universitaire. Les établissements recrutent généralement des entraîneurs professionnels à temps plein et du personnel, bien que les étudiants-athlètes soient principalement amateurs et non rémunérés. Le football universitaire aux États-Unis est parrainé par la National Collegiate Athletic Association (NCAA), l'organisme de réglementation sportive des grandes universités, ainsi que par les organismes directeurs des petites universités .
Les équipes de football universitaire disputent une variété de matchs de conférence et hors-conférence tout au long de la saison d'automne, la saison se terminant par le tournoi de fin de saison appelé la College Cup. Les Billikens de l'Université de Saint-Louis sont l'équipe masculine la plus performante, ayant remporté 10 College Cups tandis que les Tar Heels de Caroline du Nord dirigées par l'entraîneur-chef Anson Dorrance sont l'équipe féminine de football universitaire la plus performante avec 21 victoires en College Cup.

Après leur carrière universitaire, les meilleurs joueurs masculins passent souvent professionnels en jouant dans la Major League Soccer ou d'autres ligues professionnelles tandis que les meilleures joueuses passent souvent professionnelles dans la National Women's Soccer League ou dans d'autres ligues de football professionnelles dans le monde entier, notamment la Women's Super League en Angleterre, la Division 1 Féminine en France, la Damallsvenskan en Suède, la Frauen-Bundesliga en Allemagne, la A-League Women en Australie, ou la WE League au Japon.

## États-Unis

### Histoire

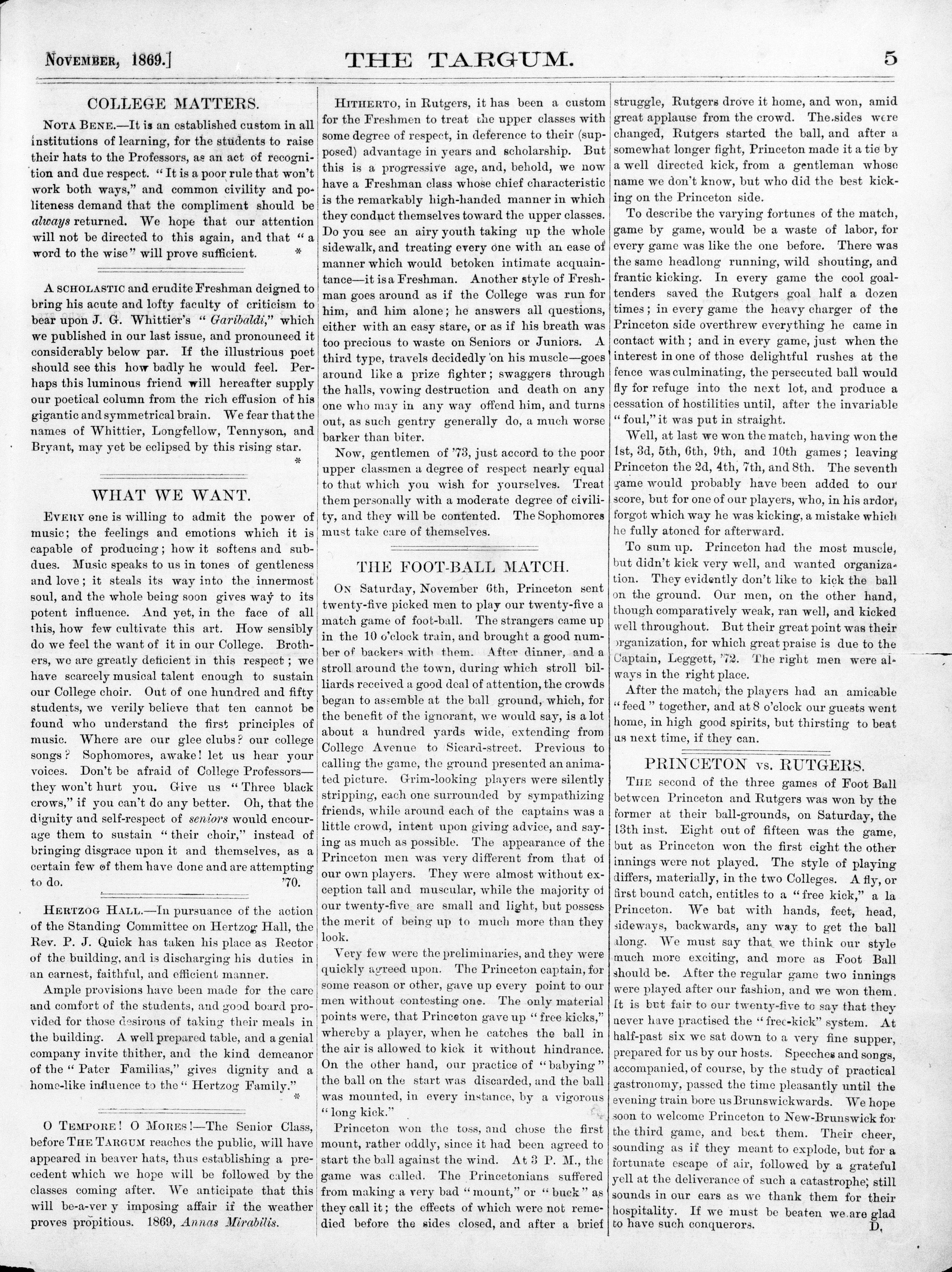
"Le match de football", chronique du match Rutgers contre Princeton sur The Targum, novembre 1869

Le premier match de facto de football universitaire aux États-Unis en 1869 entre l'Université Rutgers et l'Université de Princeton a été disputé, à la demande du capitaine de Rutgers John W. Leggett, avec des règles mélangeant le football et le rugby, et largement basées sur celles de la Football Association à Londres, en Angleterre,, Par conséquent, il est considéré comme le premier match de football universitaire et la naissance du football aux États-Unis,,.
Cependant, d'autres historiens du sport soutiennent que c'était en réalité la toute première saison de football américain universitaire de l'histoire. Mais cette perception est en train de changer, avec Harvard étant reconnu comme un pionnier du football américain universitaire, aux côtés de McGill, Tufts, et Yale,.
La NCAA a commencé à organiser un championnat national de soccer masculin en 1959. Avant 1959, le champion national masculin était déterminé par un sondage national plutôt que par un tournoi national. L'Université de Saint-Louis a remporté le championnat inaugural de 1959 en utilisant principalement des joueurs locaux, en battant plusieurs équipes composées principalement de joueurs étrangers. Saint Louis a continué de dominer le championnat de la Division I de la NCAA pendant plusieurs années, apparaissant dans cinq finales consécutives de 1959 à 1963 et en remportant quatre ; et apparaissant dans six finales consécutives de 1969 à 1974 et en remportant quatre.

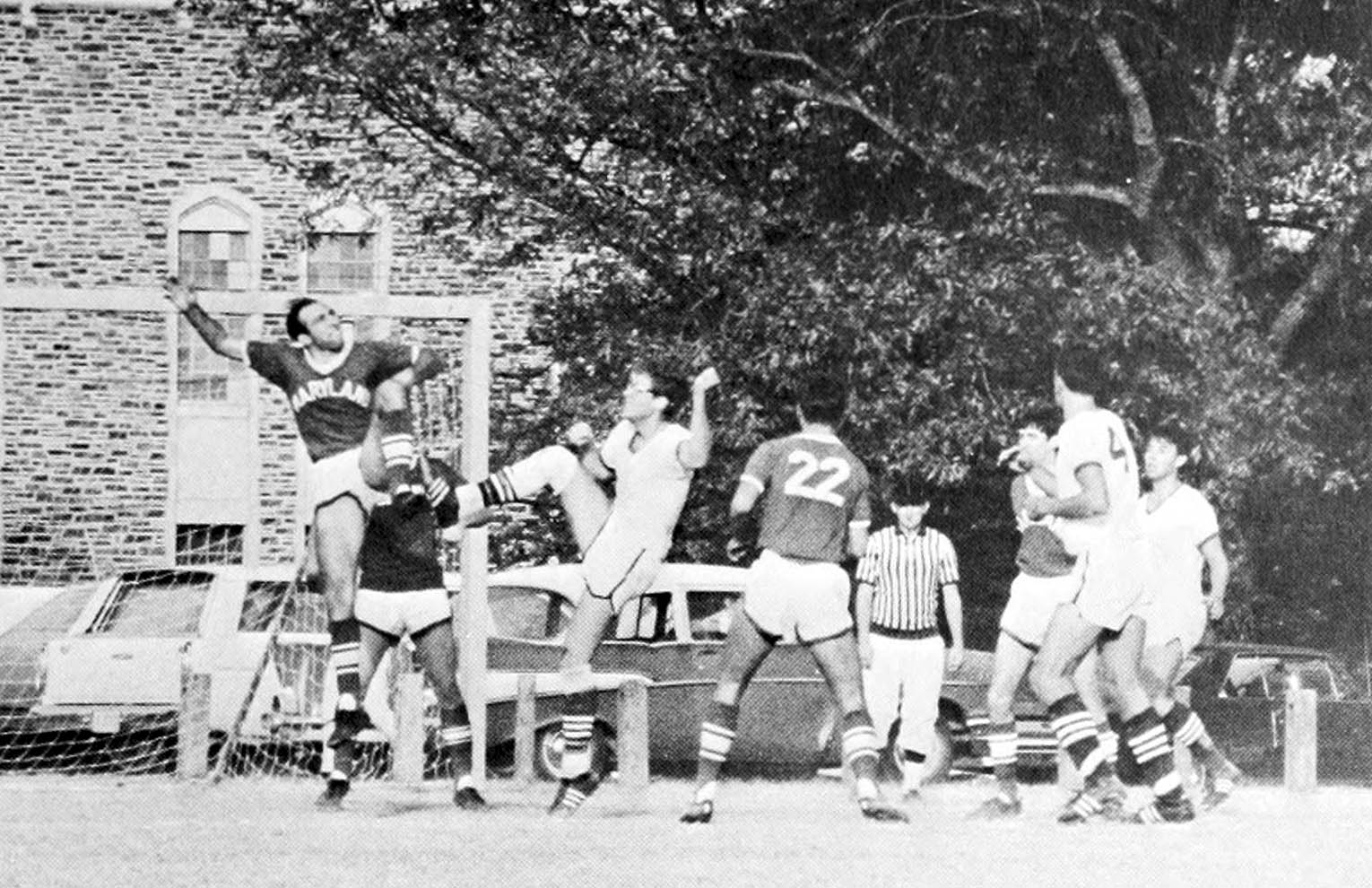
Match Duke (en blanc) contre Maryland en 1968

Le soccer universitaire a continué de croître tout au long des années 1970, la NCAA ajoutant une Division III masculine en 1974 pour accueillir le nombre croissant d'écoles. Le programme de soccer masculin de l'Université d'Indiana a connu du succès dans les années 1980, 1990 et 2000 avec 8 championnats nationaux, 6 lauréats du trophée Hermann (joueur national de l'année), et 13 joueurs de l'équipe nationale. De 1973 à 2003, aucune équipe n'a remporté plus de championnats nationaux masculins ou n'a eu plus d'apparitions à la Coupe universitaire NCAA que l'Indiana. Virginia a remporté un record de quatre championnats nationaux masculins consécutifs de 1991 à 1994 sous la direction de l'entraîneur-chef Bruce Arena.
La première équipe de soccer universitaire féminin a été établie au Castleton State College, désormais connu sous le nom de Castleton University, dans le Vermont, au milieu des années 1960. Un facteur majeur dans la croissance du soccer universitaire féminin a été l'adoption des Amendements à l'éducation de 1972, qui incluaient le titre IX imposant l'égalité d'accès et de dépenses dans les programmes sportifs des établissements collégiaux. En conséquence, des programmes de soccer universitaire féminin ont été établis. Depuis au moins 1977, les entraîneurs afro-américains et les femmes sont sous-représentés et ont une durée de mandat considérablement plus courte en tant qu'entraîneurs.
En 1981, environ 100 programmes universitaires de soccer féminin avaient été établis dans la NCAA, ainsi que de nombreuses équipes de club. L'AIAW (Association for Intercollegiate Athletics for Women) a été créée au milieu des années 1970 et a commencé à parrainer des programmes universitaires féminins. Elle a établi un championnat national informel en 1980, remporté par Cortland State. Un an plus tard, en 1981, le tournoi a été organisé par l'Université de Caroline du Nord, qui a également remporté le tournoi.
En 1982, la NCAA a commencé à parrainer des sports féminins et toutes les écoles sont passées sous l'égide de la NCAA. Une différence majeure dans la croissance du soccer universitaire féminin par rapport au soccer universitaire masculin est que celui-ci n'a pas commencé principalement dans une seule région du pays pour se propager au fil des décennies. Avec l'aide du soccer masculin, le programme féminin a pu s'enraciner partout dans le pays en même temps, et se développer à partir de là. L'Université de Caroline du Nord, entraînée par Anson Dorrance, s'est immédiatement démarquée comme étant l'équipe à battre dans le jeu universitaire féminin et reste ainsi jusqu'à aujourd'hui. Sur les 20 premiers championnats de la NCAA, 16 ont été remportés par l'UNC, dont neuf d'affilée de 1986 à 1994.

### Format de compétition
Le soccer universitaire se joue en automne, d'août à décembre selon que l'équipe participe au tournoi et pour combien de temps elle y reste. Les équipes affrontent des équipes de conférence et des équipes hors conférence. Le tournoi de la NCAA se déroule de novembre à début décembre avec les demi-finales et la finale jouées en décembre. Il y a 48 équipes dans le tournoi masculin et 64 équipes dans le tournoi féminin.

#### Proposition de changement de saison pour les hommes en Division I
Après de nombreux mois de discussion informelle prolongée, le 22 août 2016, les entraîneurs en Division I de la NCAA et l'National Soccer Coaches Association of America (NSCAA) ont officiellement lancé une "campagne d'information" pour susciter un soutien en faveur d'un changement proposé du calendrier de jeu pour le soccer masculin en Division I. Selon les changements proposés du "Modèle de saison académique", le nombre de matchs au calendrier d'automne et le nombre de matchs en milieu de semaine seraient réduits, avec des matchs ajoutés au printemps après une pause hivernale, et le tournoi de soccer masculin de Division I de la NCAA serait déplacé de novembre et décembre à mai et juin. En plus de correspondre plus étroitement à la saison professionnelle, les changements abordent les problèmes de santé et de sécurité des joueurs ainsi que les contraintes de temps sur les étudiants-athlètes. La proposition ne concerne que le soccer masculin en Division I. Bien qu'une grande majorité d'entraîneurs et de joueurs masculins soutiennent les changements, seule une petite minorité d'entraîneurs et de joueurs féminins le font actuellement.[réf. nécessaire] À ce stade, il n'y a que la "campagne d'information" "... pour informer nos directeurs sportifs, les dirigeants de la NCAA, les étudiants-athlètes, les entraîneurs et les fans des avantages de ce modèle de saison académique", a déclaré Sasho Cirovski, président du comité de la D1 masculine de la NSCAA et entraîneur-chef de l'Université du Maryland.
Une proposition formelle a été faite et un vote était prévu pour avril 2020, mais a été reporté en raison de la pandémie de COVID-19. Pendant le tournoi de la NCAA 2020-2021, reporté au printemps 2021, les diffuseurs ont mentionné que le vote aurait lieu au printemps 2022.

### Règles
Bien que similaire dans son apparence générale, les règles de la NCAA divergent significativement des Lois du jeu de la FIFA. Un entraîneur peut effectuer des substitutions limitées, et chaque joueur est autorisé à une ré-entrée qui doit avoir lieu en deuxième mi-temps du match sauf si la substitution a été causée par une blessure d'un joueur résultant d'un avertissement ou d'une expulsion. Depuis 2022, tous les matchs de playoff ont une période de temps supplémentaire si le match reste à égalité après 90 minutes, mais pas pendant la saison régulière. Elle se compose d'une période de temps supplémentaire régulière à deux mi-temps, mais pas de golden goal. Pendant les matchs de playoff, si l'égalité persiste après deux périodes de dix minutes, elle serait décidée par une séance de tirs au but. Le soccer universitaire est joué avec une horloge qui peut être arrêtée lorsque l'arbitre le signale pour les blessures, l'émission de cartons, ou lorsque l'arbitre estime qu'une équipe perd du temps. L'horloge est également arrêtée après les buts jusqu'à ce que le jeu soit relancé, et l'horloge compte généralement de 45:00 à 0:00 dans chaque mi-temps. Dans la plupart des ligues de soccer professionnelles, il y a une horloge qui compte le temps écoulé, l'arbitre ajoutant du temps additionnel à la fin de chaque mi-temps de 45 minutes.

#### Changement de la règle de double peine
En février 2017, le comité des règles de la NCAA s'est réuni pour discuter d'une règle proposée qui changerait la règle de la double peine. Si le dernier joueur devait commettre une faute contre un joueur et lui retirer une occasion de marquer, cette règle donnerait plutôt à l'arbitre la possibilité de choisir de délivrer un carton jaune, s'ils estimaient qu'il s'agissait d'une tentative appropriée pour récupérer le ballon. Le changement a été approuvé.

#### Potentiel changement dans le chronométrage
Le 29 mars 2018, la NCAA a annoncé que son comité des règles avait recommandé que l'organisation se conforme aux règles de chronométrage de la FIFA, la nouvelle règle étant prévue pour être adoptée lors de la saison 2018. Si cette proposition avait été adoptée,
- Les horloges du stade compteraient vers le haut, et le temps affiché serait basé sur le temps écoulé du match.
- Le temps officiel serait conservé sur le terrain par l'arbitre.
- Lorsque l'horloge du stade indiquerait une minute restante dans une mi-temps ou une période de prolongation, l'arbitre signalerait le temps additionnel au bord du terrain, et un panneau indiquant le nombre de minutes de temps additionnel serait affiché.

Le comité estimait que le système de chronométrage alors en vigueur entraînait du jeu tactique, notamment des tactiques de gain de temps flagrantes, à la fin des matchs.

#### Potentiel changement de saison
Le 15 janvier 2020, un changement de saison pour la Division I masculine afin de couvrir toute l'année académique avec des matchs en automne et au printemps a été proposé. Les principales motivations de la proposition étaient de réduire les blessures et d'améliorer l'équilibre entre les études et les autres expériences universitaires pour les athlètes. En automne pendant la saison régulière, les équipes peuvent jouer de 18 à 20 matchs sur 10 semaines - soit en moyenne un match tous les 3,6 jours - ce qui entraîne des taux de blessures plus élevés par rapport aux joueurs qui récupèrent pendant 6 jours ou plus. Sous le nouveau calendrier, il n'y aurait qu'un seul match par semaine.
Lors de sa proposition initiale, les changements ont été soutenus par la Atlantic Coast Conference, la Big Ten Conference et la Pac-12 Conference. Le vote était prévu pour avril 2020, mais a été reporté indéfiniment en raison des priorités des comités législatifs de la NCAA D1 liées à la pandémie de COVID-19. Lors du tournoi NCAA 2020-2021, les diffuseurs ont mentionné que le vote était prévu pour le printemps 2022.

### Leaders de l'assistance

#### Hommes

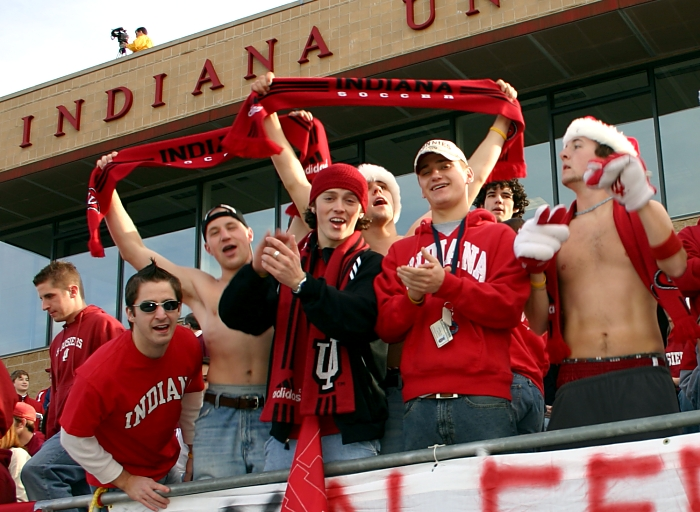
Les fans lors des matchs de soccer universitaire (ici à l'Université d'Indiana en 2004) peuvent être des milliers pour les meilleures équipes

| Année | École                       | Conférence | Matchs à domicile | Moyenne de spectateurs |
| ----- | --------------------------- | ---------- | ----------------- | ---------------------- |
| 1998  | Bulldogs de Fresno State    | WAC        | 10                | 2 716                  |
| 1999  | Billikens de Saint Louis    | C-USA      | 11                | 3 037                  |
| 2000  | Huskies du Connecticut      | Big East   | 14                | 2 772                  |
| 2001  | Billikens de Saint Louis    | C-USA      | 12                | 2 767                  |
| 2002  | Huskies du Connecticut      | Big East   | 11                | 2 519                  |
| 2003  | Billikens de Saint Louis    | C-USA      | 9                 | 2 779                  |
| 2004  | Hoosiers de l'Indiana       | Big Ten    | 11                | 2 385                  |
| 2005  | Lobos du Nouveau-Mexique    | MPSF       | 10                | 3 629                  |
| 2006  | Huskies du Connecticut      | Big East   | 11                | 2 931                  |
| 2007  | Gauchos de UC Santa Barbara | Big West   | 11                | 3 435                  |
| 2008  | Gauchos de UC Santa Barbara | Big West   | 11                | 3 444                  |
| 2009  | Gauchos de UC Santa Barbara | Big West   | 12                | 4 335                  |
| 2010  | Gauchos de UC Santa Barbara | Big West   | 12                | 5 873                  |
| 2011  | Gauchos de UC Santa Barbara | Big West   | 13                | 4 782                  |
| 2012  | Gauchos de UC Santa Barbara | Big West   | 9                 | 5 542                  |
| 2013  | Gauchos de UC Santa Barbara | Big West   | 13                | 3 707                  |
| 2014  | Gauchos de UC Santa Barbara | Big West   | 11                | 3 844                  |
| 2015  | Gauchos de UC Santa Barbara | Big West   | 12                | 3 844                  |
| 2016  | Terrapins du Maryland       | Big Ten    | 13                | 4 014                  |
| 2017  | Huskies du Connecticut      | American   | 12                | 3 502                  |
| 2018  | Huskies du Connecticut      | American   | 12                | 3 213                  |
| 2019  | Terrapins du Maryland       | Big Ten    | 13                | 2 311                  |

Notes
1. 1 2 3  Nom de marque sportive depuis 2013.

#### Femmes
| Année | École                       | Conférence | Matchs à domicile | Moyenne de spectateurs |
| ----- | --------------------------- | ---------- | ----------------- | ---------------------- |
| 1998  | Tar Heels de North Carolina | ACC        | 8                 | 3 046                  |
| 1999  | Tar Heels de North Carolina | ACC        | 12                | 3 196                  |
| 2000  | Tar Heels de North Carolina | ACC        | 9                 | 3 148                  |
| 2001  | Tar Heels de North Carolina | ACC        | 10                | 3 983                  |
| 2002  | Tar Heels de North Carolina | ACC        | 9                 | 2 048                  |
| 2003  | Aggies de Texas A&M         | Big 12     | 12                | 1 977                  |
| 2004  | Aggies de Texas A&M         | Big 12     | 14                | 2 790                  |
| 2005  | Portland Pilots             | WCC        | 12                | 3 403                  |
| 2006  | Portland Pilots             | WCC        | 9                 | 3 408                  |
| 2007  | Portland Pilots             | WCC        | 10                | 3 771                  |
| 2008  | Portland Pilots             | WCC        | 13                | 3 622                  |
| 2009  | Portland Pilots             | WCC        | 13                | 3 472                  |
| 2010  | Portland Pilots             | WCC        | 13                | 3 549                  |
| 2011  | Portland Pilots             | WCC        | 10                | 3 110                  |
| 2012  | Portland Pilots             | WCC        | 13                | 3 313                  |
| 2013  | Portland Pilots             | WCC        | 12                | 2 937                  |
| 2014  | Portland Pilots             | WCC        | 8                 | 2 971                  |
| 2015  | Cougars de BYU              | WCC        | 11                | 3 496                  |
| 2016  | Cougars de BYU              | WCC        | 10                | 2 957                  |
| 2017  | Cougars de BYU              | WCC        | 11                | 3 006                  |
| 2018  | Aggies de Texas A&M         | SEC        | 13                | 2 562                  |
| 2019  | Cougars de BYU              | WCC        | 12                | 2 945                  |

### College Cup

#### Hommes
Les équipes suivantes ont remporté le College Cup deux fois ou plus.
| Équipe         | Nombre | Années de victoire                                           |
| -------------- | ------ | ------------------------------------------------------------ |
| Saint Louis    | 10     | 1959, 1960, 1962, 1963, 1965, 1967 †, 1969, 1970, 1972, 1973 |
| Indiana        | 8      | 1982, 1983, 1988, 1998, 1999, 2003, 2004, 2012               |
| Virginia       | 7      | 1989 †, 1991, 1992, 1993, 1994, 2009, 2014                   |
| Clemson        | 4      | 1984, 1987, 2021, 2023                                       |
| Maryland       | 4      | 1968 ‡, 2005, 2008, 2018                                     |
| San Francisco  | 4      | 1966, 1975, 1976, 1980                                       |
| UCLA           | 4      | 1985, 1990, 1997, 2002                                       |
| Stanford       | 3      | 2015, 2016, 2017                                             |
| UConn          | 2      | 1981, 2000                                                   |
| Michigan State | 2      | 1967 †, 1968 ‡                                               |
| North Carolina | 2      | 2001, 2011                                                   |

#### Femmes
Les équipes suivantes ont remporté le College Cup.
| Équipe         | Nombre | Années de victoire |
| -------------- | ------ | --- |

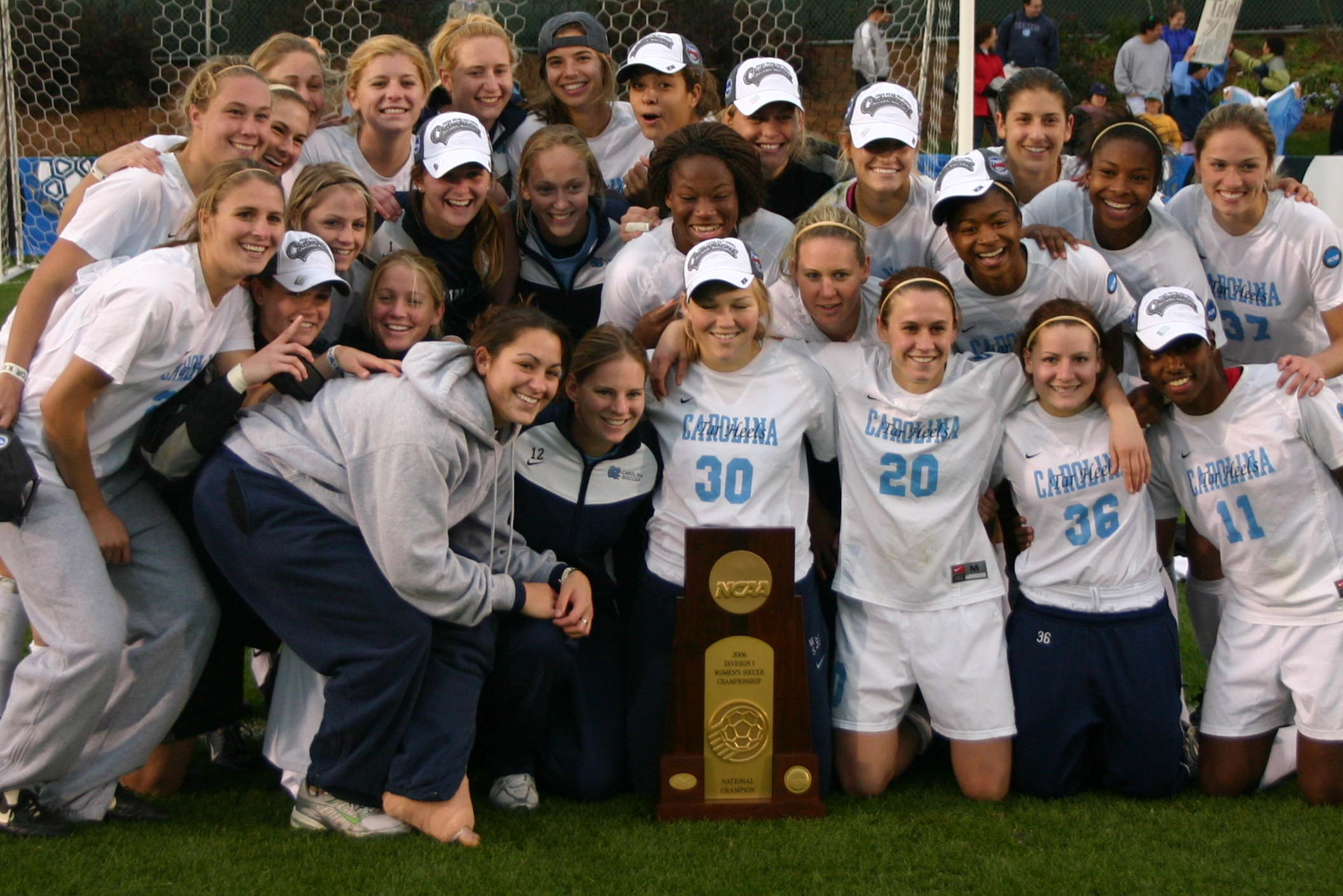
Les Tar Heels de North Carolina célèbrent leur victoire à la Coupe du College féminine en 2006

| North Carolina | 21     | 1982, 1983, 1984, 1986, 1987, 1988, 1989, 1990, 1991, 1992, 1993, 1994, 1996, 1997, 1999, 2000, 2003, 2006, 2008, 2009, 2012 |
| Notre Dame     | 3      | 1995, 2004, 2010 |
| Stanford       | 3      | 2011, 2017, 2019 |
| Florida State  | 3      | 2014, 2018, 2021 |
| Portland       | 2      | 2002, 2005 |
| USC            | 2      | 2007, 2016 |
| Santa Clara    | 2      | 2001, 2020 |
| UCLA           | 2      | 2013, 2022 |
| George Mason   | 1      | 1985 |
| Florida        | 1      | 1998 |
| Penn State     | 1      | 2015 |

### Joueurs
Plusieurs programmes de soccer universitaire américain ont formé des joueurs qui ont ensuite joué professionnellement ou pour les équipes nationales des États-Unis. Chaque année depuis sa création en 1996, la Major League Soccer (MLS) organise une SuperDraft au cours de laquelle les équipes de la MLS sélectionnent de jeunes espoirs. Les choix de la draft de la MLS SuperDraft sont souvent des joueurs de soccer universitaire basés aux États-Unis. Un format similaire est organisé chaque année pour la National Women's Soccer League (NWSL) : le NWSL College Draft.
Le Trophée Hermann est décerné chaque année par le Missouri Athletic Club aux meilleurs joueurs et joueuses de soccer universitaire aux États-Unis. Au début de la saison de soccer universitaire, une liste des nommés pour le Hermann Trophy est établie. Vers la fin de la saison régulière universitaire, 15 joueurs sont annoncés comme demi-finalistes. Début décembre, les trois premiers joueurs les plus votés pour le trophée masculin et féminin sont annoncés comme finalistes. Lors d'un banquet annuel organisé au Missouri Athletic Club de St. Louis, les lauréats des deux prix sont annoncés. Les lauréats du Hermann Trophy qui ont brillé pour les équipes nationales des États-Unis lors de plusieurs Coupes du Monde de la FIFA incluent Tony Meola (1989), Alexi Lalas (1991) et Claudio Reyna (1993), Michelle Akers (1988), Shannon Higgins (1989), Kristine Lilly (1991), Mia Hamm (1991–92), Tisha Venturini (1994), Shannon MacMillan (1995), Cindy Parlow (1997–98), Aly Wagner (2002), Kelley O'Hara (2009), Christen Press (2010), Crystal Dunn (2012) et Morgan Brian (2013–14).
De nombreux meilleurs joueurs de soccer universitaire américain jouent pour des équipes distinctes dans la Premier Development League (PDL) pendant l'été. Un club universitaire, l'équipe masculine de soccer des BYU Cougars, a renoncé à jouer dans la NCAA ou la NAIA et joue plutôt tous ses matchs dans la PDL.
Plusieurs entraîneurs ayant remporté le College Cup ont ensuite entraîné le soccer professionnel de Division I ou même les équipes nationales américaines. Les entraîneurs d'équipes masculines de la NCAA les plus connus qui ont connu le succès dans les rangs professionnels incluent Bruce Arena (quatre College Cups avec Virginia de 1991 à 1994) et Sigi Schmid (a remporté deux College Cups avec UCLA en 1985 et 1990). Du côté des femmes, l'entraîneur de North Carolina, Anson Dorrance, a entraîné l'équipe nationale féminine de soccer des États-Unis pendant ses premières années, de 1986 à 1994, et a mené l'équipe à remporter la première Coupe du Monde Féminine de la FIFA en Chine. L'ancienne entraîneure des UCLA Bruins, Jill Ellis, a dirigé l'équipe nationale pour remporter sa troisième Coupe du Monde lors de la Coupe du Monde Féminine de la FIFA 2015 au Canada.
De nombreuses joueuses de soccer universitaire féminin saisissent des opportunités pour jouer professionnellement dans la National Women's Soccer League (NWSL) et en Europe, en Asie et en Australie. Les joueuses sont également choisies parmi les universités pour faire partie de l'équipe nationale féminine de soccer des États-Unis. La NWSL a débuté en 2012 et compte maintenant 12 équipes, dont deux de plus seront ajoutées en 2024. Cependant, la draft des joueuses de la ligue n'est pas réservée aux joueuses universitaires, et la première joueuse sélectionnée lors de la dernière draft en 2023, Alyssa Thompson, a refusé une offre de bourse de l'équipe de soccer féminin de Stanford pour entrer dans la draft.
Les récents lauréats du trophée Mac Hermann incluent des joueurs internationaux tels que Kadeisha Buchanan (2016), Raquel Rodríguez (2015), Morgan Brian (2014, 2013) et Crystal Dunn (2012).

### Joueurs étrangers
Récemment, de plus en plus de joueurs étrangers ont été introduits dans le soccer universitaire américain. Recrutés de l'étranger, ces joueurs étrangers rejoignent les équipes de nombreuses équipes universitaires. 2015 a été la première année où il y a eu un afflux de joueurs internationaux rejoignant ces équipes. On dit que ces joueurs rejoignent le soccer universitaire dans l'espoir de jouer professionnellement dans la Major League Soccer et aussi pour obtenir l'éducation que les États-Unis fournissent, des incertitudes étant soulevées concernant le temps de jeu et le type d'éducation qu'ils recevraient dans leurs pays d'origine.

### Soccer universitaire
Le soccer universitaire aux États-Unis est parrainé par la National Collegiate Athletic Association (NCAA), l'organisme de réglementation sportive des grandes universités, et par les organismes directeurs des petites universités et collèges. Ce sport se joue sur un terrain rectangulaire d'environ 70 à 75 yards de côté (largeur), et de 115 à 120 yards de ligne de but à ligne de but (longueur).
Les équipes de soccer universitaire disputent une variété de matchs de conférence et hors conférence tout au long de la saison d'automne, la saison culminant avec le tournoi de fin de saison appelé la College Cup. Les Saint Louis Billikens sont l'équipe masculine la plus réussie, ayant remporté 10 College Cups tandis que les North Carolina Tar Heels dirigés par l'entraîneur-chef Anson Dorrance sont l'équipe de soccer universitaire féminin la plus réussie avec 21 victoires en College Cup.
Le meilleur joueur de soccer universitaire masculin et féminin de chaque année est récompensé par le Trophée Hermann.

### Divisions et conférences
Il existe environ 800 programmes de soccer masculin de la NCAA – 206 en Division I de la NCAA, 207 en Division II, et 408 en Division III. Il y a 959 équipes de soccer féminin de la NCAA – 310 en Division I, 225 en Division II, et 424 en Division III.
Le nombre de programmes de soccer masculin en Division I est resté relativement constant depuis le milieu des années 1990, mais le nombre de programmes de soccer féminin en Division I est passé de 190 en 1995–96 à 310 en 2008–09.

#### NCAA Division I
Parmi les conférences sportives de tous sports qui parrainent une gamme complète de sports, seule la Mid-Eastern Athletic Conference ne parraine pas du tout le soccer. La Pac-12 Conference existera techniquement au-delà de l'année académique 2023–24, mais n'aura que deux membres après le départ de 10 autres membres pour d'autres conférences; les membres restants, Oregon State et Washington State, abriteront la plupart des sports, y compris le soccer, dans la West Coast Conference au moins jusqu'à l'année académique 2025–26. Toutes les 30 autres conférences parrainent le soccer féminin, mais huit d'entre elles ne parrainent pas le soccer masculin.

Les statuts du soccer masculin pour chaque conférence reflètent les alignements pour la saison 2024.
- American Athletic Conference
- America East Conference
- Atlantic Coast Conference
- Atlantic Sun Conference
- Atlantic 10 Conference
- Big East Conference
- Big Sky Conference [n2 1]
- Big South Conference
- Big Ten Conference
- Big 12 Conference [n2 1]
- Big West Conference
- Coastal Athletic Association
- Conference USA [n2 1]
- Horizon League
- Ivy League
- Metro Atlantic Athletic Conference
- Mid-American Conference [n2 1]
- Missouri Valley Conference
- Mountain West Conference [n2 1]
- Northeast Conference
- Ohio Valley Conference
- Patriot League
- Southeastern Conference [n2 1]
- Southern Conference
- Southland Conference [n2 1]
- Southwestern Athletic Conference [n2 1]
- The Summit League
- Sun Belt Conference
- West Coast Conference
- Western Athletic Conference
- Indépendants (aucun pour les hommes, 1 pour les femmes en 2024)

Notes
1. 1 2 3 4 5 6 7 8  (Femmes seulement).

#### NCAA Division II
Parmi les 23 conférences sportives de la Division II qui parrainent tous les sports, seules la Central Intercollegiate Athletic Association et la Southern Intercollegiate Athletic Conference ne parrainent pas du tout le soccer. Toutes les autres conférences parrainent le soccer pour les deux sexes, sauf la Northern Sun Intercollegiate Conference, qui parraine le sport pour les femmes seulement.
- California Collegiate Athletic Association
- Central Atlantic Collegiate Conference
- Conference Carolinas
- East Coast Conference
- Great American Conference
- Great Lakes Intercollegiate Athletic Conference
- Great Lakes Valley Conference
- Great Midwest Athletic Conference
- Great Northwest Athletic Conference
- Gulf South Conference
- Lone Star Conference
- Mid-America Intercollegiate Athletics Association
- Mountain East Conference
- Northeast-10 Conference
- Northern Sun Intercollegiate Conference [n3 1]
- Pacific West Conference
- Peach Belt Conference
- Pennsylvania State Athletic Conference
- Rocky Mountain Athletic Conference
- South Atlantic Conference
- Sunshine State Conference
- NCAA Division II independent schools

Notes
1. ↑  Femmes seulement.

#### NCAA Division III
Toutes les conférences sportives de la Division III parrainent le soccer pour les deux sexes, sauf la Wisconsin Intercollegiate Athletic Conference, qui parraine le sport pour les femmes seulement.
- Allegheny Mountain Collegiate Conference
- American Rivers Conference
- American Southwest Conference
- Atlantic East Conference
- Centennial Conference
- City University of New York Athletic Conference
- Coast to Coast Athletic Conference
- College Conference of Illinois and Wisconsin
- Collegiate Conference of the South
- Commonwealth Coast Conference
- Empire 8
- Great Northeast Athletic Conference
- Heartland Collegiate Athletic Conference
- Landmark Conference
- Liberty League
- MAC Commonwealth[n4 1]
- MAC Freedom[n4 1]
- Massachusetts State Collegiate Athletic Conference
- Michigan Intercollegiate Athletic Association
- Midwest Conference
- Minnesota Intercollegiate Athletic Conference
- New England Small College Athletic Conference
- New England Women's and Men's Athletic Conference
- New Jersey Athletic Conference
- North Atlantic Conference
- North Coast Athletic Conference
- Northern Athletics Collegiate Conference
- Northwest Conference
- Ohio Athletic Conference
- Old Dominion Athletic Conference
- Presidents' Athletic Conference
- St. Louis Intercollegiate Athletic Conference
- Skyline Conference
- Southern Athletic Association
- Southern California Intercollegiate Athletic Conference
- Southern Collegiate Athletic Conference
- State University of New York Athletic Conference
- United East Conference[n4 2]
- University Athletic Association
- Upper Midwest Athletic Conference
- USA South Athletic Conference
- Wisconsin Intercollegiate Athletic Conference [n4 3]
- NCAA Division III independent schools

Notes
1. 1 2  Le MAC Commonwealth et le MAC Freedom sont deux des trois ligues gérées par les Middle Atlantic Conferences. Le soccer masculin et féminin figurent parmi les 14 sports parrainés à la fois par les ligues Commonwealth et Freedom ; 13 autres sports sont organisés sous la bannière de la Middle Atlantic Conference (au singulier).
2. ↑  Absorbed the former Colonial States Athletic Conference after the 2022–23 school year.
3. ↑  Femmes seulement.

### National college soccer awards
- Hermann Trophy
- Soccer America Player of the Year
- ISAA Player of the Year
- ISAA Goalkeeper of the Year
- NSCAA Coach of the Year

## Royaume-Uni
Au Royaume-Uni, la BUCS Football League régit le football d'association dans les collèges et les universités. Il y a actuellement 450 équipes réparties dans la ligue.

## Asie

### Japon
Le Championnat universitaire de football du Japon et le Championnat universitaire féminin de football du Japon sont les principaux tournois pour les universités à travers le Japon. Les deux événements sont organisés par 24 collèges et universités qui se sont qualifiés. Une série de qualifications différente sera organisée chaque année. L'édition 2022 des tournois masculin et féminin se déroule entre décembre 2022 et janvier 2023,.
De plus, il y a la Coupe du Premier ministre, un tournoi de football universitaire du Japon (ja:総理大臣杯全日本大学サッカートーナメント), qui a un format complètement ouvert concernant les équipes concurrentes.
Il existe également des ligues de football universitaire dans chaque région du Japon. De plus, il existe un tournoi appelé la Coupe Denso (ja:デンソーカップサッカー), qui est divisée en huit régions au Japon, chaque région organisant ses propres équipes étudiantes universitaires, et les équipes s'affrontent.
Au Japon, les sports introduits de l'étranger pendant l'ère Meiji (1868-1912) ont été introduits dans le cadre de l'éducation, et les écoles et autres établissements éducatifs avaient leurs propres équipes. Le football ne fait pas exception, et les vestiges de cette tradition perdurent longtemps. Jusqu'à l'établissement de l'ancienne Japan Soccer League, qui était principalement composée de joueurs adultes amateurs, après les Jeux olympiques de Tokyo de 1964, l'Équipe du Japon de football était principalement composée d'étudiants universitaires et de leurs diplômés. Les équipes de la Ligue du Japon n'avaient pas non plus de centres de formation, mais recrutaient plutôt des joueurs qui avaient joué pour des équipes lycéennes (voir aussi : Football lycéen au Japon) ou universitaires. En d'autres termes, les équipes de football universitaire japonaises étaient une source précieuse d'approvisionnement pour les équipes de la Ligue du Japon. Par conséquent, à partir de 1993, lorsque la J.League professionnelle a été fondée et a eu une organisation de formation, jusqu'à la Coupe du monde de football de 1998, de nombreux membres de l'équipe nationale japonaise étaient des diplômés universitaires. 
De nombreux joueurs de football universitaire au Japon, qui ont un parcours similaire de "football universitaire à équipe nationale" à celui que l'on trouve aux États-Unis, sont ensuite devenus des représentants de leurs équipes nationales. Neuf joueurs de l'équipe nationale de football du Japon lors de la Coupe du monde de la FIFA 2022 ont un passé dans le football universitaire.
Depuis 1993, la majorité des joueurs qui ont rejoint les clubs de la J.League sont issus des organisations de développement et ont immédiatement rejoint le club après le lycée, plutôt que des universités. L'équipe nationale de football des moins de 20 ans du Japon était également principalement composée de joueurs de football universitaire pendant de nombreuses années. Cependant, l'équipe de football des moins de 20 ans qui a atteint la finale de la Coupe du monde FIFA des moins de 20 ans en 1999 comptait seulement trois joueurs de football universitaire. Le reste étaient des joueurs qui avaient déjà rejoint des clubs de la J.League. Après 1993, la majorité des joueurs qui rejoignent les équipes universitaires sont des joueurs qui n'ont pas été repérés par des clubs de la J.League. Cependant, il y avait encore des cas où des joueurs étaient sélectionnés pour l'équipe nationale de football des moins de 20 ans ou repérés par des clubs de la J.League après avoir développé leurs compétences dans les équipes de football universitaire. Les universités sont restées la source de joueurs.
Dans l'équipe nationale de football de 2022, les diplômés universitaires auront plus d'opportunités de jouer pour leurs équipes que les diplômés immédiats du lycée. Si un joueur est assez bon pour être sélectionné dans l'équipe nationale, il peut être un atout immédiat, que ce soit à l'université ou lorsqu'il rejoint un club professionnel, même s'il vient de le rejoindre. Cela signifiait qu'ils pouvaient acquérir plus d'expérience de jeu. À la suite de cela, l'équipe nationale de football des moins de 23 ans du Japon, qui a participé aux Jeux olympiques d'été de 2020, sur laquelle l'équipe nationale de 2022 était basée, prévoyait également d'employer un grand nombre d'étudiants universitaires. Kaoru Mitoma, membre de l'équipe nationale de football du Japon à la Coupe du monde de la FIFA 2022, a choisi d'aller à l'université même s'il aurait pu rejoindre une équipe de la J.League. L'École d'éducation physique, de santé et de sciences du sport de l'Université de Tsukuba, où Kaoru Mitoma a étudié, a produit de nombreux joueurs de l'équipe nationale de football du Japon. C'est aussi un institut de recherche national qui a régné pendant de nombreuses années au Japon en tant qu'institution qui étudie le football.
Lorsque les joueurs japonais partent à l'étranger pour jouer au soccer, ils passent généralement par la J.League, mais depuis les années 2010, un nombre croissant de joueurs ont rejoint des ligues de soccer en dehors du Japon immédiatement après avoir passé par une organisation de développement. Même dans ce cas, de nombreux joueurs partent à l'étranger après avoir obtenu leur diplôme du lycée. Cependant, dans le cas de Kein Satō, membre de l'équipe nationale de football des moins de 23 ans visant à participer aux Jeux olympiques d'été de 2024, son club précédent était l'Université de Meiji, qui a également produit Yuto Nagatomo, avant qu'il ne rejoigne le club de Bundesliga.
L'équipe nationale universitaire du Japon (également appelée équipe universitaire du Japon) a remporté le tournoi de football aux Universiades d'été en 1995, 2001, 2003, 2005, 2011, 2017 et 2019. L'équipe a remporté un total de sept fois le tournoi de football aux Universiades d'été.
En ce qui concerne le soccer universitaire féminin au Japon, en décembre 2008, 64 universités étaient membres de l'Association japonaise de football universitaire pour femmes, et 1 261 joueuses étaient inscrites auprès de la Japan Football Association (JFA). Jusque-là, les joueuses inscrites dans le soccer universitaire n'étaient pas de haut niveau, car beaucoup d'entre elles avaient commencé à jouer au soccer à l'université. Cependant, depuis la fin des années 2000, le nombre de joueuses inscrites a augmenté, et des joueuses de haut niveau des équipes de lycée ont choisi de jouer au niveau universitaire en raison de leur succès aux Universiades, ce qui a permis d'améliorer le niveau du soccer universitaire.
En ce qui concerne le soccer féminin, les résultats passés des Universiades montrent cinq deuxièmes places et deux troisièmes places, ce qui indique que le soccer universitaire féminin japonais est à un niveau où il est toujours en mesure de se battre pour le championnat du monde.
Le Championnat universitaire de football féminin du Japon, l'un des principaux et des plus prestigieux tournois de soccer universitaire féminin au Japon, décide du championnat universitaire, avec des équipes ayant remporté leurs phases régionales et de barrage concourant pour le championnat dans la ligue préliminaire puis le tournoi final. De plus, le "Festival du soccer universitaire national féminin de Tsukuba" est organisé chaque mois d'août avec la participation de plus de 30 équipes. De plus, il existe des tournois régionaux qui ont été lancés dans le but de renforcer les Universiades d'été 2001. Ces tournois régionaux se sont développés à partir des tournois Est-Ouest dans le passé et ont joué un rôle dans le renforcement du soccer universitaire féminin.